# Berliner Fußball-Club Viktoria 1889 2013-2014
Questa voce raccoglie le informazioni riguardanti il Berliner Fußball-Club Viktoria 1889 nelle competizioni ufficiali della stagione 2013-2014.

## Stagione
Nella stagione 2013-2014 il Viktoria Berlino, allenato da Thomas Herbst, concluse il campionato di Regionalliga nordest all'8º posto.

## Rosa
| N. |                      | Ruolo | Calciatore           |
| -- | -------------------- | ----- | -------------------- |
| 1  | Rep. Ceca (bandiera) | P     | Jakub Jakubov        |
| 2  | Germania (bandiera)  | D     | Stephan Brehmer      |
| 3  | Germania (bandiera)  | D     | Julian Austermann    |
| 4  | Germania (bandiera)  | D     | Christoph Klippel    |
| 4  | Germania (bandiera)  | C     | Thomas Kruschke      |
| 5  | Germania (bandiera)  | D     | Robert Schröder      |
| 7  | Germania (bandiera)  | C     | Stefan Gehring       |
| 8  | Grecia (bandiera)    | C     | Evangelos Stathoglou |
| 10 | Germania (bandiera)  | A     | Sebastian Stachnik   |
| 11 | Germania (bandiera)  | A     | Sebastian Hähnge     |
| 12 | Germania (bandiera)  | P     | Marcus Rickert       |
| 13 | Germania (bandiera)  | D     | Murat Doymus         |
| 14 | Germania (bandiera)  | A     | Caner Özcin          |
| 15 | Germania (bandiera)  | D     | Pascal Maess         |

| N. |                     | Ruolo | Calciatore        |
| -- | ------------------- | ----- | ----------------- |
| 16 | Germania (bandiera) | C     | Maximilian Watzka |
| 17 | Turchia (bandiera)  | D     | Gökhan Ahmetcik   |
| 18 | Germania (bandiera) | A     | Carlos Brinsa     |
| 19 | Croazia (bandiera)  | C     | Adrian Antunović  |
| 20 | Germania (bandiera) | C     | Patrick Leutloff  |
| 21 | Turchia (bandiera)  | C     | Ümit Ergirdi      |
| 22 | Germania (bandiera) | D     | Tim Lensinger     |
| 23 | Guinea (bandiera)   | A     | Camara Damantang  |
| 24 | Germania (bandiera) | C     | Magnus Stahlberg  |
| 24 | Germania (bandiera) | A     | Nicolai Kitzing   |
| 25 | Germania (bandiera) | P     | Martin Gromotka   |
| 25 | Germania (bandiera) | A     | Will Siakam       |
| 40 | Germania (bandiera) | A     | Nicolai Jelitto   |

## Organigramma societario
Area tecnica
- Allenatore: Thomas Herbst
- Allenatore in seconda:
- Preparatore dei portieri:
- Preparatori atletici:
- Analisi video:

## Calciomercato

### Sessione estiva
| Acquisti | Acquisti             | Acquisti           | Acquisti |
| R.       | Nome                 | da                 | Modalità |
| -------- | -------------------- | ------------------ | -------- |
| A        | Carlos Brinsa        | Hertha Berlino II  |          |
| D        | Murat Doymus         | Sumqayıt           |          |
| P        | İrfan Güner          | Lichterfelder SV   |          |
| P        | Jakub Jakubov        | Spartak Trnava     |          |
| D        | Christoph Klippel    | Siegen             |          |
| D        | Tim Lensinger        | Union Fürstenwalde |          |
| D        | Pascal Maess         | TeBe Berlino U19   |          |
| A        | Caner Özcin          | TeBe Berlino U19   |          |
| P        | Marcus Rickert       | Osnabrück          |          |
| A        | Sebastian Stachnik   | Helmond Sport      |          |
| C        | Evangelos Stathoglou | Ludwigsfelder      |          |
| C        | Maximilian Watzka    | Eintracht Treviri  |          |

| Cessioni | Cessioni          | Cessioni          | Cessioni |
| R.       | Nome              | a                 | Modalità |
| -------- | ----------------- | ----------------- | -------- |
| A        | Rafaël Makangu    | Babelsberg        |          |
| D        | Nicolas Steinbeck | Makkabi Berlino   |          |
| D        | Ertan Turan       | BSV Hürtürkel     |          |
| C        | Burak Mentes      | Hertha Zehlendorf |          |

### Sessione invernale
| Acquisti | Acquisti         | Acquisti                   | Acquisti |
| R.       | Nome             | da                         | Modalità |
| -------- | ---------------- | -------------------------- | -------- |
| D        | Stephan Brehmer  | Altglienicke               |          |
| P        | Martin Gromotka  | Concordia Britz            |          |
| A        | Nicolai Jelitto  | TeBe Berlino U17           |          |
| C        | Magnus Stahlberg | FC Viktoria 1889 Berlin II |          |

| Cessioni | Cessioni    | Cessioni                   | Cessioni |
| R.       | Nome        | a                          | Modalità |
| -------- | ----------- | -------------------------- | -------- |
| P        | İrfan Güner | FC Viktoria 1889 Berlin II |          |

## Risultati

### Regionalliga

#### Girone di andata
| Arbitro: | Burda |

|             |           |               |
| Ergirdi 75’ | Marcatori | 90’ Yiğitoğlu |

| Arbitro: | Ostrin |

|                           |           |                         |
| Gottschick 57’ Georgi 63’ | Marcatori | 47’ Ahmetcik 49’ Hähnge |

| Arbitro: | Gaunitz |

|             |           |              |
| Ergirdi 79’ | Marcatori | 34’ Wedemann |

| Arbitro: | Herde |

|             |           |                    |
| Peßolat 10’ | Marcatori | 77’ (rig.) Ergirdi |

| Berlino 1º settembre 2013, ore 13:30 CEST 5ª giornata | Viktoria Berlino | 0 – 0 referto | Optik Rathenow | Stadion Lichterfelde (574 spett.)\| Arbitro: \| Lämmchen \| |
| Arbitro:                                              | Lämmchen         |               |                |                                                             |

| Arbitro: | Bärmann |

|                          |           |  |
| Jovanović 68’ Hempel 78’ | Marcatori |  |

| Arbitro: | Wilske |

|            |           |             |
| Watzka 43’ | Marcatori | 4’ Schubert |

| Arbitro: | Herde |

|                            |           |               |
| Eckermann 55’ Rischker 57’ | Marcatori | 90’ Lensinger |

| Arbitro: | Albert |

|  |           |             |
|  | Marcatori | 50’ Ergirdi |

| Arbitro: | Wartmann |

|                       |           |                              |
| Özcin 24’ Ergirdi 62’ | Marcatori | 74’ Beck 90’ Teixeira-Rebelo |

| Arbitro: | Hösel |

|            |           |                           |
| Brooks 81’ | Marcatori | 57’ Hähnge 76’ Austermann |

| Arbitro: | Lämmchen |

|                  |           |                                       |
| Hebib 88’ (aut.) | Marcatori | 8’ Albrecht 15’ (rig.) Koç 57’ Becker |

| Arbitro: | Wilske |

|  |           |                   |
|  | Marcatori | 75’ (rig.) Hähnge |

| Arbitro: | Stolz |

|                                      |           |                                        |
| Stachnik 45’ Watzka 86’ Ahmetcik 90’ | Marcatori | 14’ Wemme 33’ Blankenburg 84’ Zurawsky |

| Arbitro: | Schwermer |

|            |           |           |
| Eggert 39’ | Marcatori | 36’ Özcin |

#### Girone di ritorno
| Arbitro: | Koslowski |

|                         |           |                                       |
| Gündüzer 5’ Nikolov 81’ | Marcatori | 45’ Özcin 70’, 86’ Watzka 79’ Brehmer |

| Arbitro: | Bärmann |

|                        |           |                |
| Watzka 45’ (rig.), 54’ | Marcatori | 71’ Gottschick |

| Arbitro: | Herde |

|                                                  |           |  |
| Skrzybski 11’ (rig.) Wedemann 84’ Zejnullahu 89’ | Marcatori |  |

| Arbitro: | Hösel |

|              |           |                       |
| Kruschke 59’ | Marcatori | 29’, 42’ Banaskiewicz |

| Arbitro: | Becker |

|  |           |                         |
|  | Marcatori | 68’ Schröder 87’ Brinsa |

| Arbitro: | Albert |

|                                     |           |  |
| Özcin 9’, 50’ Doymus 19’ Watzka 52’ | Marcatori |  |

| Arbitro: | Lossius |

|          |           |               |
| Rupf 90’ | Marcatori | 34’ Lensinger |

| Berlino 4 aprile 2014, ore 19:00 CEST 23ª giornata | Viktoria Berlino | 0 – 0 referto | Wacker Nordhausen | Stadion Lichterfelde (433 spett.)\| Arbitro: \| Müller \| |
| Arbitro:                                           | Müller           |               |                   |                                                           |

| Arbitro: | Hösel |

|             |           |                               |
| Ergirdi 64’ | Marcatori | 4’ Jentzsch 48’ (aut.) Watzka |

| Arbitro: | Lämmchen |

|             |           |            |
| Hammann 39’ | Marcatori | 13’ Doymus |

| Arbitro: | Koslowski |

|            |           |             |
| Watzka 38’ | Marcatori | 62’ Stephan |

| Arbitro: | Albert |

|                                |           |                         |
| Albrecht 45’ Zimmer 87’ (rig.) | Marcatori | 12’ Ahmetcik 43’ Watzka |

| Arbitro: | Wartmann |

|                        |           |                          |
| Ergirdi 18’ Watzka 39’ | Marcatori | 1’ Grandner 90’ Marzullo |

| Arbitro: | Lämmchen |

|                                |           |  |
| Boček 58’ Blankenburg 69’, 81’ | Marcatori |  |

| Arbitro: | Wartmann |

|                         |           |  |
| Lensinger 48’ Özcin 84’ | Marcatori |  |

## Statistiche

### Statistiche di squadra
| Competizione         | Punti | In casa | In casa | In casa | In casa | In casa | In casa | In trasferta | In trasferta | In trasferta | In trasferta | In trasferta | In trasferta | Totale | Totale | Totale | Totale | Totale | Totale | DR |
| Competizione         | Punti | G       | V       | N       | P       | Gf      | Gs      | G            | V            | N            | P            | Gf           | Gs           | G      | V      | N      | P      | Gf     | Gs     | DR |
| -------------------- | ----- | ------- | ------- | ------- | ------- | ------- | ------- | ------------ | ------------ | ------------ | ------------ | ------------ | ------------ | ------ | ------ | ------ | ------ | ------ | ------ | -- |
| Regionalliga nordest | 39    | 15      | 3       | 9       | 3       | 22      | 19      | 15           | 5            | 6            | 4            | 19           | 21           | 30     | 8      | 15     | 7      | 41     | 40     | +1 |
| Totale               | 39    | 15      | 3       | 9       | 3       | 22      | 19      | 15           | 5            | 6            | 4            | 19           | 21           | 30     | 8      | 15     | 7      | 41     | 40     | +1 |

### Andamento in campionato
| Giornata  | 1 | 2  | 3 | 4  | 5  | 6  | 7  | 8  | 9  | 10 | 11 | 12 | 13 | 14 | 15 | 16 | 17 | 18 | 19 | 20 | 21 | 22 | 23 | 24 | 25 | 26 | 27 | 28 | 29 | 30 |
| --------- | - | -- | - | -- | -- | -- | -- | -- | -- | -- | -- | -- | -- | -- | -- | -- | -- | -- | -- | -- | -- | -- | -- | -- | -- | -- | -- | -- | -- | -- |
| Luogo     | C | T  | C | T  | C  | T  | C  | T  | T  | C  | T  | C  | T  | C  | T  | T  | C  | T  | C  | T  | C  | T  | C  | C  | T  | C  | T  | C  | T  | C  |
| Risultato | N | N  | N | N  | N  | P  | N  | P  | V  | N  | V  | P  | V  | N  | N  | V  | V  | P  | P  | V  | V  | N  | N  | P  | N  | N  | N  | N  | P  | V  |
| Posizione | 6 | 10 | 9 | 10 | 11 | 12 | 12 | 13 | 11 | 12 | 10 | 10 | 10 | 10 | 10 | 7  | 6  | 8  | 10 | 9  | 5  | 5  | 5  | 8  | 8  | 9  | 8  | 8  | 8  | 8  |

Legenda:

Luogo: C = Casa; T = Trasferta. Risultato: V = Vittoria; N = Pareggio; P = Sconfitta.

### Statistiche dei giocatori
| G. Ahmetcik   | 22 | 3  | 3 | 1 |
| A. Antunović  | 20 | 0  | 6 | 0 |
| J. Austermann | 24 | 1  | 2 | 0 |
| S. Brehmer    | 14 | 1  | 0 | 0 |
| C. Brinsa     | 14 | 1  | 0 | 0 |
| C. Damantang  | 15 | 0  | 2 | 0 |
| M. Doymus     | 16 | 2  | 2 | 0 |
| Ü. Ergirdi    | 26 | 7  | 6 | 0 |
| S. Gehring    | 7  | 0  | 0 | 0 |
| M. Gromotka   | 1  | 0  | 0 | 0 |
| S. Hähnge     | 13 | 3  | 1 | 0 |
| J. Jakubov    | 9  | 0  | 1 | 0 |
| N. Jelitto    | 11 | 0  | 1 | 0 |
| N. Kitzing    | 1  | 0  | 0 | 0 |
| C. Klippel    | 24 | 0  | 5 | 0 |
| T. Kruschke   | 28 | 1  | 3 | 0 |
| T. Lensinger  | 22 | 3  | 4 | 2 |
| P. Leutloff   | 26 | 0  | 4 | 0 |
| P. Maess      | 0  | 0  | 0 | 0 |
| R. Makangu    | 2  | 0  | 0 | 0 |
| M. Rickert    | 21 | 0  | 1 | 1 |
| R. Schröder   | 29 | 1  | 4 | 0 |
| W. Siakam     | 1  | 0  | 0 | 0 |
| S. Stachnik   | 10 | 1  | 1 | 0 |
| M. Stahlberg  | 0  | 0  | 0 | 0 |
| E. Stathoglou | 1  | 0  | 0 | 0 |
| M. Watzka     | 29 | 10 | 4 | 0 |
| C. Özcin      | 27 | 6  | 2 | 0 |